# Genista osmariensis
Genista osmariensis är en ärtväxtart som beskrevs av Ernest Saint-Charles Cosson. Genista osmariensis ingår i släktet ginster, och familjen ärtväxter. Inga underarter finns listade i Catalogue of Life.